# Dana Váhalová
Dana Váhalová (* 28. května 1966 Vsetín) je česká politička, v letech 2010 až 2017 poslankyně Poslanecké sněmovny PČR, v letech 2004 až 2012 zastupitelka Moravskoslezského kraje, od dubna do prosince 2021 místopředsedkyně ČSSD.

## Život
S manželem Radomírem má 3 syny – Lukáše, Tomáše a Radka.

## Politické působení
V krajských volbách v roce 2000 neúspěšně kandidovala do Zastupitelstva Moravskoslezského kraje z 40. místa kandidátky ČSSD. V krajských volbách v roce 2004 kandidovala do Zastupitelstva Moravskoslezského kraje z 6. místa kandidátky ČSSD. Mandát krajské zastupitelky se jí podařilo získat. V krajských volbách v roce 2008 kandidovala do Zastupitelstva Moravskoslezského kraje z 5. místa kandidátky ČSSD. Mandát krajské zastupitelky se jí podařilo obhájit. V krajských volbách v roce 2012 již nekandidovala.
Ve volbách do Evropského parlamentu v roce 2014 kandidovala za ČSSD na 17. místě její kandidátky, ale neuspěla.
Ve volbách do Poslanecké sněmovny PČR v roce 2010 kandidovala na 3. místě kandidátky ČSSD v Moravskoslezském kraji a byla zvolena poslankyní. Ve volbách do Poslanecké sněmovny PČR v roce 2013 kandidovala na 6. místě kandidátky ČSSD v Moravskoslezském kraji. Mandát poslankyně se jí podařilo obhájit. Ve volbách do Poslanecké sněmovny PČR v roce 2017 obhajovala svůj poslanecký mandát za ČSSD v Moravskoslezském kraji, ale neuspěla. Ve volbách do Poslanecké sněmovny PČR v roce 2021 kandidovala na 4. místě kandidátky ČSSD v Moravskoslezském kraji. Mandát poslankyně se jí však nepodařilo získat.
V dubnu 2021 byla na sjezdu ČSSD zvolena místopředsedkyní strany, a to počtem 178 hlasů. Na dalším sjezdu v prosinci 2021 již pozici neobhajovala.
Ve volbách do Senátu PČR v roce 2022 kandidovala za ČSSD v obvodu č. 67 – Nový Jičín. Se ziskem 5,69 % hlasů se umístila na předposledním 6. místě a do druhého kola voleb nepostoupila.